# Ferdinand Chýlek
Ferdinand Chýlek (4. února 1888, Kozlovice – 25. února 1941, koncentrační tábor Buchenwald) byl český římskokatolický kněz, politik Československé strany lidové a publicista, vůdčí osobnost katolického hnutí na střední Moravě.

## Život
Pocházel z rolnické rodiny. Od roku 1907 studoval na Matičním gymnáziu v Místku, po maturitě v roce 1911 vstoupil do olomouckého kněžského semináře a 5. července 1915 přijal v Olomouci kněžské svěcení. Od roku 1919 působil v Přerově, kde založil týdeník Právo a později také kulturně-náboženský časopis Nový národ. Inicioval založení Kněžské nemocenské pokladny, která vznikla roku 1924, a angažoval se v Československé straně lidové, Orlu a řadě dalších katolických spolků. V červenci 1935 navštívil Sovětský svaz a v září 1937 Francii. Dne 1. září 1939 byl v rámci akce Albrecht der Erste zatčen a vězněn nejprve krátce ve Štěpánově u Olomouce a v koncentračním táboře Dachau a poté v Buchenwaldu, kde zemřel na komplikace po vytržení bolavého zubu.